# Joost Ebergen
Joost Ebergen (Lith, 2 juni 1990) is een Nederlands voormalig profvoetballer die als verdediger speelde.
Ebergen stond twee seizoenen onder contract bij N.E.C.. In het seizoen 2009/10 werd hij verhuurd aan FC Oss. Voor Oss debuteerde hij op 7 augustus 2009 in het betaald voetbal als basisspeler in de thuiswedstrijd tegen FC Dordrecht. Voor het seizoen 2010/11 werd hij terug naar Nijmegen gehaald om bij N.E.C. deel uit te gaan maken van de selectie. Begin 2011 zag hij af van een aanbieding van Real Mallorca.
Het contract van Ebergen bij N.E.C. werd aan het einde van het seizoen 2010/11 niet verlengd. Hierna tekende hij bij FC Oss. Nadat hij na de eerste wedstrijd van het seizoen geblesseerd raakte en de rest van het seizoen moest missen, stopte hij in 2012 met betaaldvoetbal om voor een maatschappelijke carrière te kiezen.
Vanaf het seizoen 2012/13 speelt Ebergen voor Sportclub N.E.C. in de Zondag Hoofdklasse C. Dat bleek vanwege zijn werk en woning in Brussel lastig te combineren en vanaf 2013 speelt hij af en toe bij VC Groot Dilbeek in de 2e Prov. Brabant. In het seizoen 2014/15 kwam hij uit voor VV Alverna. Zijn laatste club was VV Duno waar hij in 2017 vanwege blessures stopte met voetballen. Ebergen werd hierna spelersmakelaar.